# ナヴェッリ
ナヴェッリ（イタリア語: Navelli）は、イタリア共和国アブルッツォ州ラクイラ県にある、人口約500人の基礎自治体（コムーネ）。

## 地理

### 位置・広がり

#### 隣接コムーネ
隣接するコムーネは以下の通り。括弧内のPEはペスカーラ県所属を示す。
- アッチャーノ
- ブッシ・スル・ティリーノ (PE)
- カペストラーノ
- カポルチャーノ
- カラペッレ・カルヴィージオ
- カステルヴェッキオ・カルヴィージオ
- コッレピエトロ
- サン・ベネデット・イン・ペリッリス

## 文化・観光
「イタリアの最も美しい村」クラブ加盟コムーネである。